# مارتين بروبيرغ
مارتين بروبيرغ (بالسويدية: Martin Broberg) (24 سبتمبر 1990 بكارلسكوغا في السويد - ) هو لاعب كرة قدم سويدي في مركز الوسط. لعب مع نادي أوربرو ونادي يورغوردينس ونادي ديجرفورس وDjurgårdens IF ‏.

## وصلات خارجية
- مارتين بروبيرغ على موقع اتحاد النرويج (النرويجية)
- مارتين بروبيرغ على موقع اتحاد السويد (السويدية)
- مارتين بروبيرغ على موقع قاعدة بيانات كرة القدم.إي يو (الإنجليزية)
- مارتين بروبيرغ على موقع Soccerway.com (الإنجليزية)
- مارتين بروبيرغ على موقع عالم كرة القدم.نت (الإنجليزية)